# 86 Bateria Artylerii Przeciwlotniczej
Bateria Motorowa Artylerii Przeciwlotniczej Typ B Nr 86 – pododdział artylerii przeciwlotniczej Wojska Polskiego w II Rzeczypospolitej.
Bateria nie występowała w organizacji pokojowej wojska. Została zmobilizowana, zgodnie z planem mobilizacyjnym „W”, 24 sierpnia 1939 roku przez 6 dywizjon artylerii przeciwlotniczej w garnizonie Lwów dla Podolskiej Brygady Kawalerii, w składzie której walczyła w kampanii wrześniowej. Bateria uzbrojona była w dwie 40 mm armaty przeciwlotnicze wzór 1936 i cztery ciągniki C2P.
1 września 1939 roku bateria wyładowała się z transportu w Nekli, gdzie dołączyła do brygady. Do 2 września osłaniała postój Podolskiej BK w rejonie Nekli. 3 września skierowana została do obrony przeciwlotniczej Poznania. W nocy z 4 na 5 września bateria przemaszerowała do Gniezna i tam w rejonie cmentarza zajęła stanowiska ogniowe z zadaniem OPL miasta. 5 września bateria zestrzeliła jeden samolot Luftwaffe. 10 września w Uniejowie bateria, wraz z kompanią ciężkich karabinów maszynowych przeciwlotniczych i taborem bojowym brygady, zaskoczona została silnym ogniem z małej odległości i rozbita. Jeden pluton późnym wieczorem dotarł okrężną drogą do Wartkowic. Z braku amunicji i paliwa pozostawiono armatę. Ocalały pluton przemaszerował do Warszawy, gdzie został włączony do obrony Pragi.

## Obsada personalna baterii
- dowódca – kpt. Artur Franciszek Oswald Peschel
- dowódca 1 plutonu – por. rez. Marian Stanisław Hermansdorfer (poległ 15 IX pod Osmolinem)
- dowódca 2 plutonu – ppor. rez. Zbigniew August Dzikiewicz